# Sericomyrmex moreirai
Sericomyrmex moreirai är en myrart som beskrevs av Santschi 1925. Sericomyrmex moreirai ingår i släktet Sericomyrmex och familjen myror. Inga underarter finns listade i Catalogue of Life.